# Maszów (Ukraina)
Maszów (ukr. Маші́в) – wieś na Ukrainie w rejonie kowelskim, w obwodzie wołyńskim. W II Rzeczypospolitej miejscowość wchodziła w skład gminy wiejskiej Luboml w powiecie lubomelskim województwa wołyńskiego. 
Pierwsze wzmianki o miejscowości pochodzą z XV wieku. We wsi znajduje się cerkiew św. Barbary z 1510 roku. Pomnik przyrody, 300 letni dąb 'Bolesław Prus'.
W czasie okupacji niemieckiej mieszkające tutaj ukraińskie małżeństwo Janiuków ukrywało Żydów. W 2016 roku Instytut Jad Waszem uhonorował za to Stepana i Tetianę Janiuków tytułami Sprawiedliwych wśród Narodów Świata.
Do 2020 w rejonie lubomelskim.